# 乌奴耳站
乌奴耳站是位于中华人民共和国内蒙古自治区呼伦贝尔市牙克石市乌奴耳镇的一个铁路车站，建于1901年，有滨洲铁路经过该站，现办理客运货运业务，车站及其上下行区间均已电气化。车站距离哈尔滨站604公里，隶属中国铁路哈尔滨局集团，是四等站。
1. ↑  Мелихов Г.В.  (PDF). Русский путь. 2003  [2022-06-24]. （原始内容存档 (PDF)于2022-04-03）.